# Liga de Béisbol Profesional de la República Dominicana 2008-09
La temporada de la Liga Dominicana de Béisbol Profesional 2008-2009 fue la 55.ª edición de este campeonato. La temporada regular comenzó el 15 de octubre de 2008 y finalizó el 21 de diciembre de 2008. El Todos Contra Todos o Round Robin inició el 26 de diciembre de 2008 y finalizó el 18 de enero de 2009, con un juego extra de desempate el 19 de enero entre los Toros del Este y los Gigantes del Cibao. La Serie Final se llevó a cabo, iniciando el 20 de enero de 2009 y concluyendo el 25 de enero de 2009, cuando los Tigres del Licey se coronaron campeones de la liga sobre los Gigantes del Cibao.